# Сахно Феодосій Іванович
Феодосій Іванович Сахно (16 травня 1918, Сміле, Сумська область — грудень 1988, Сміле, Сумська область) — краєзнавець, художник.

## Біографія
Феодосій Іванович Сахно народився 16 травня 1918 року в селі Сміле Роменського району Сумської області. У 1933 році 15-літній Феодосій змушений був покинути Сміле. Рятуючись від голодної смерті, покинув батьківську хату й подався у світ заробляти на шмат хліба. Пройшов Полтавщину, був у Запоріжжі. У передвоєнні роки проходив службу в прикордонних військах Червоної Армії. Червоноармієць Феодосій Сахно мав звільнитися в запас 21 червня 1941 року, а на ранок розпочалася війна. Його професією стала військова служба. Був політкерівником, організовував снайперські команди. 1942 року в блокадному Ленінграді його тяжко поранило. Феодосій Іванович пережив блокаду. Ф. І. Сахно нагороджений орденом Червоної Зірки та шістьма медалями.
З 1943 року Феодосій Іванович ніс службу в органах контррозвідки, і звільнився за вислугою старший лейтенант лише в 1961 році у Львові. У 1963 році повернувся у Сміле, щоб присвятити життя дослідженню історії рідного краю. Впродовж 25 років Феодосій Сахно досліджував історію рідного села (раніше сотенного містечка) Смілого, заснованого 1629 року. Тепер воно входить до Роменського району Сумської області. У застійні роки Феодосія Івановича після одного з його публічних виступів місцеві керівники оголосили божевільним і поставили питання про його арешт. Лише втручання республіканських інстанцій врятувало його від розправи за вільнодумство і принциповість. Щоб написати книгу «Історія Смілого», Феодосій Іванович опрацював тисячі архівних документів і публікацій, записав безліч переказів, легенд, пісень земляків. Його товаришами — однодумцями були письменники: Борис Антоненко-Давидович, Йосип Дудка, Олекса Ющенко, Андрій Малишко, Володимир Сосюра, Дмитро Білоус, Микола Данько , Павло Ключина, Данило Кулиняк, художники Нестор Кізенко, Іван Гончар. З ними він підтримував зв'язки.3 особливою теплотою ставився до кобзарів Євгена Адамцевича та Ігоря Рачка: надавав їм притулок на довгий час, упорядковував тексти пісень їхнього репертуару.
Помер у Смілому в грудні 1988 року. Після смерті Феодосія Сахна залишилися цінний архів, листи. Він листувався з Борисом Антоненком–Давидовичем, Григорієм Майфетом, Володимиром Сосюрою, Олександром Твардовським, дехто з них гостював у Феодосія.

## Краєзнавство
Ще в дитинстві Феодосій Сахно переконався в існуванні таємничих підземних ходів, що пронизували давню Смілянську фортецю. Разом з друзями знайшли там скрині зі старовинніми книгами, козацького пістоля та порохівницю.
Він зробив спробу через минуле Смілого осмислити історію всієї України.

## Палітра художника
Феодосій Сахно мріяв бути художником. Та надто багато лихоліть випало на його долю: колективізація, голодомор, війна. Перед війною здібний юнак подавав документи в Академію мистецтв. Але не завжди в житті буває за нашим бажанням. Червоноармієць-прикордонник мав звільнитися в запас 21 червня 1941 року, а на ранок розпочалася війна.
Коли перебував на військовій службі в Сумах, з 1951 до 1953 рр. закінчив трирічну студію образотворчого мистецтва при Сумському будинку народної творчості. Феодосій Іванович працював учителем малювання. Педагог поєднував живопис і поезію. Вів художній гурток, на заняттях якого учні вчилися малювати вази, глечики, черепи — все, що вимагалося програмою. Картин Феодосія Сахна збереглось небагато: автопортрет, пейзажні замальовки, портрет дочки. Учнів Феодосій Сахно долучав до надбань українського мистецтва, возив на екскурсії Шевченківськими місцями, у київські музеї. Учитель прищеплював дітям любов до малярства і вивчав художню спадщину села.

### Картина «Козак Мамай»
На картині, написаній Феодосієм Сахном, у бойовому вбранні козак. Краєзнавець зазначав, що смілівські художники малювали ікони та картини з Мамаями. На картині Сахна козак одягнений ошатно. Широкі штани-шаровари, одяг традиційно зелений, що допомагає маскуватися під час бойових операцій. Обличчя в напрузі. Здається, заграє сурма, вискочить козак на коня і вирушить у військовий похід. А коли на картні Сахна немає біля козака коня, в руках кобзи, а на голові оселедця, то кожен художник мав своє уявленняи про захисників рідної землі. Про перебування на Роменщині народних героїв розповів учитель-краєзнавець у книзі «Історія Смілого». Набравши солі та риби, під виглядом чумаків прибув Семен Гаркуша з побратимами до нашого краю на розвідку, щоб виявити учасників загарбання гайдамацьких скарбів. Відвідуючи ярмарки, вони побували у Смілому і Ромнах. Саме у Смілому зустрів Гаркуша свого товариша Омеляна Івановича Пугачова, з яким вони разом брали участь у облозі Бендер. У Ромнах у 1784 році Семен Гаркуша був схоплений та засланий на каторжні роботи. Тож на картині Феодосій Іванович Сахно зобразив небайдужого козака, котрого гнітила неволя.

## Твори
Сахно Ф. І. Історія Смілого. — Київ: видавництво «Варта», 2004. — 488 с.
У книзі краєзнавця і художника Феодосія Івановича Сахна досліджується історія древнього містечка Смілого Сумської області від древніх часів до 70-х років минулого століття.

## Пам'ять
У рідному селі Ф.Сахна відкрито літературно–краєзнавчий музей імені Феодосія Сахна.